# Копюшка
Копюшка — река в России, протекает по Александровскому району Пермского края. Устье реки находится в 25 км по левому берегу реки Чаньва. Длина реки составляет 12 км.
Исток реки на отрогах Среднего Урала в лесном массиве в 15 км к северу от города Александровск. Генеральное направление течения — север. Всё течение проходит по ненаселённой холмистой тайге. Впадает в Чаньву в 5 км к юго-западу от посёлка Скопкортная. Рядом с местом впадения Копюшки в Чаньву расположен вход в пещеру Вогульское Канище (другие названия — Чаньвинская, Вогульская).

## Данные водного реестра
По данным государственного водного реестра России относится к Камскому бассейновому округу, водохозяйственный участок реки — Кама от города Березники до Камского гидроузла, без реки Косьва (от истока до Широковского гидроузла), Чусовая и Сылва, речной подбассейн реки — бассейны притоков Камы до впадения Белой. Речной бассейн реки — Кама.
Код объекта в государственном водном реестре — 10010100912111100007222.